# بيتر بوست

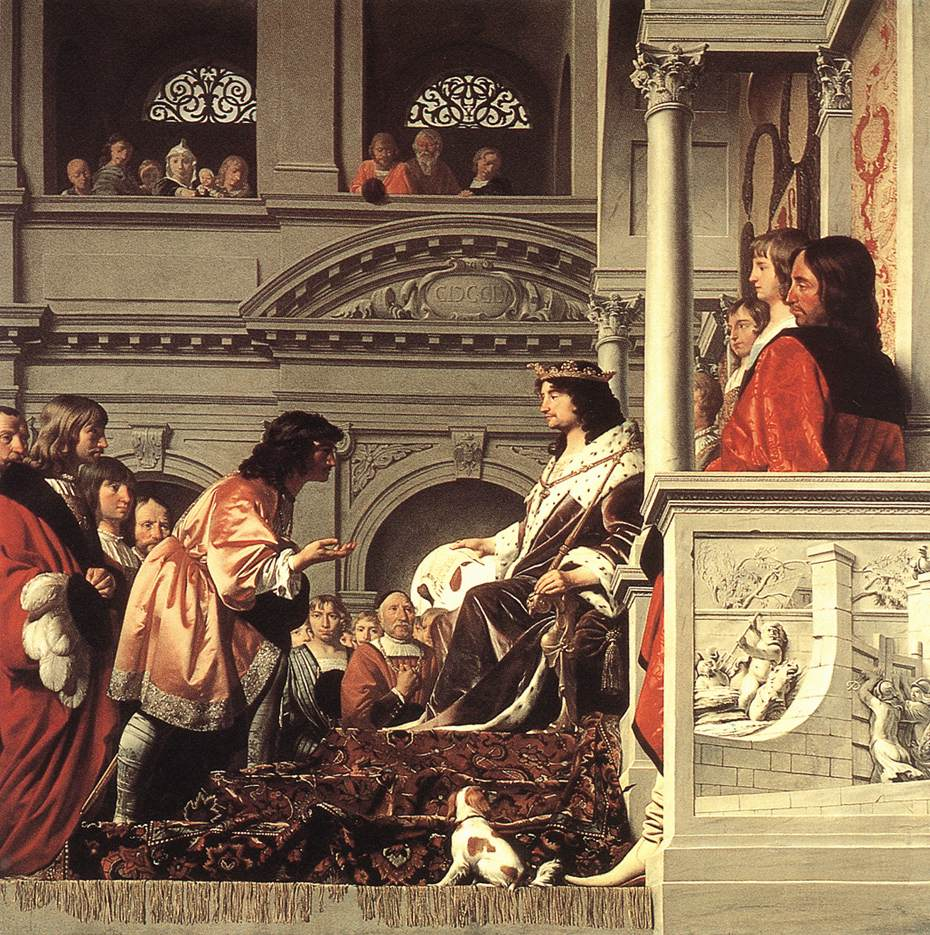
الكونت ويليام الثاني، كونت هولندا يقدم فروض الولاء والطاعة لدايك فاردينز Spaarndam عام 1255 بريشة Caesar van Everdingen (أشخاص) وبيتر بوست (عناصر معمارية)، 1654 (Gemeenlandshuis van Rijnland، ليدن)

بيتر يانس بوست (1 مايو 1608 – دفن 8 مايو 1669) كان مهندساً معمارياً، مصوراً وطباعاً من العصر الذهبي الهولندي.

## روابط خارجية
- بيتر بوست على موقع الموسوعة البريطانية (الإنجليزية)